# واشو (شامپانزه)
واشو (به انگلیسی: Washoe، سپتامبر ۱۹۶۵–۳۰ اکتبر ۲۰۰۷) یک شامپانزه معمولی ماده بود که اولین غیرانسانی به‌حساب می‌آید که برقراری ارتباط با استفاده از زبان اشاره آمریکایی (ای‌اس‌ال) را به‌عنوان بخشی از یک آزمایش تحقیقاتی حیوانی درمورد فراگیری زبان حیوانات یادگرفت.
واشو تقریباً ۳۵۰ نشانه زبان اشاره آمریکایی را آموخت، همچنین به پسر خوانده‌اش لولیس نیز برخی علائم را آموزش داد. او بیشتر عمر خود را در دانشگاه مرکزی واشینگتن گذراند.

## اوایل زندگی
واشو در سال ۱۹۶۵ در غرب آفریقا به دنیا آمد. او برای استفاده توسط نیروی هوایی ایالات متحده برای تحقیق در برنامه فضایی ایالات متحده مورد استفاده قرار گرفت. واشو به نام شهرستان واشو در نوادا، جایی که او در آن بزرگ شد و زبان اشاره آموخت، نامگذاری شد.
در سال ۱۹۶۷، آر. آلن گاردنر و بئاتریکس گاردنر پروژه‌ای را برای آموزش زبان اشاره به واشو در دانشگاه نوادا، رینو آغاز کردند. در آن زمان، تلاش‌های قبلی برای آموزش تقلید زبان‌های صوتی به شامپانزه‌ها (پروژه‌های گوا و ویکی) شکست خورده بودند. گاردنر معتقد بود که این پروژه‌ها ناقص هستند زیرا شامپانزه‌ها ازنظر فیزیکی قادر به تولید واک مورد نیاز برای زبان شفاهی نیستند. راه‌حل آنها این بود که از توانایی شامپانزه‌ها برای ایجاد حرکات بدنی متنوع، که نحوه برقراری ارتباط آنها در طبیعت نیز است، با شروع یک پروژه زبانی براساس زبان اشاره آمریکایی، استفاده کنند. گاردنر واشو را درست مانند یک کودک انسان بزرگ کرد. او اغلب لباس می‌پوشید و با آنها سر میز شام می‌نشست. واشو خانه ۸ فوت در ۲۴ فوت خودش را داشت که دارای قسمت‌های نشیمن و آشپزی بود. خانه‌اش یک کاناپه، کشو، یک یخچال و یک تخت با ملحفه و پتو داشت. او به لباس، شانه، اسباب بازی، کتاب و مسواک نیز دسترسی داشت. مانند یک کودک انسان، او یک برنامه معمولی را با کارهای روزمره، بازی در فضای باز و سواری در ماشین خانواده انجام می‌داد.
وقتی واشو پنج ساله بود، گاردنر تصمیم گرفت پروژه‌های دیگری را ادامه دهد و واشو به مؤسسه مطالعات نخستی دانشگاه اکلاهما در نورمن تحت مراقبت راجر فوتس و دبورا فوتس منتقل شد.

## آموزش و استفاده از زبان اشاره آمریکایی

### روش تدریس
واشو در محیطی تا حد امکان نزدیک به محیط زندگی یک کودک انسان بزرگ شد تا نیاز روانی خود را برای همراهی برآورده کند.
در حالی که گاردنر و فوتس به‌جای استفاده از ارتباطات صوتی با واشو، به‌طور انحصاری به زبان اشاره آمریکایی ارتباط برقرار می‌کردند، با این فرض که این یک محیط یادگیری کمتر گیج‌کننده برای واشو ایجاد می‌کرد. گفته می‌شود که این تکنیک شبیه روشی است که در آموزش زبان به کودکان انسان استفاده می‌شود.
پس از گذشت دو سال اول پروژه واشو، گاردنر و فوتس دریافتند که او می‌تواند حرکات زبان اشاره را بدون آموزش مستقیم فرا بگیرد. او با مشاهده انسان‌های اطرافش که در حال برقراری ارتباط با نشانه‌های زبان اشاره بودند، یادگرفت. به‌عنوان مثال، دانشمندان درحالی که دندان‌های خود را در نزدیکی او مسواک می‌زدند، به یکدیگر نشانه «مسواک» را نشان می‌دادند. در زمان مشاهده، واشو هیچ نشانه‌ای مبنی‌بر آموختن این علامت نشان نداد، اما در فرصتی دیگر با دیدن مسواک با تولید خودبه‌خود علامت صحیح، واکنش نشان داد و بدین ترتیب نشان داد که در واقع قبلاً آن علامت زبان اشاره را یادگرفته است. علاوه‌بر این، گاردنر متوجه شد که پاداش دادن به علائم خاصی که او نشان می‌داد با غذا و قلقلک دادن او در واقع در نتیجه مورد نظر تداخل دارد؛ بنابراین آنها استراتژی خود را به‌گونه‌ای تغییر دادند که زمان غذا و وعده‌های غذایی هرگز در کنار زمان‌های آموزشی قرار نگرفت. علاوه‌بر این، آنها در طول آموزش، پاداش دادن به واشو با قلقلک دادن وی را متوقف کردند، زیرا این پاداش‌ها معمولاً منجر به خنده‌های ناگهانی او و در نتیجه غیرقابل کنترل شدن واشو می‌شد. در عوض، آنها یک محیط مکالمه ایجاد کردند که بدون استفاده از پاداش برای اقدامات خاص او را تحریک به برقراری ارتباط می‌کرد.

### نشانه‌های تأییدشده
واشو تقریباً ۳۵۰ نشانه از زبان‌های اشاره را یادگرفت.
برای آنکه محققان در نظر بگیرند که واشو نشانه‌ای را یادگرفته است، باید به مدت ۱۴ روز متوالی از آن به‌طور خودبه‌خود و مناسب استفاده می‌کرد.
سپس این علائم با استفاده از آزمون واژگان کور مورد آزمایش قرار گرفتند. این آزمایش نشان داد: «سوژه‌های شامپانزه می‌توانند اطلاعاتی را تحت شرایطی که در آن تنها منبع اطلاعاتی در دسترس ناظر انسانی باشد که از نشانه‌های زبان اشاره استفاده کند، ارتباط برقرار کنند.» و «اینکه شامپانزه‌ها از نشانه‌ها برای اشاره به دسته‌های زبان طبیعی استفاده می‌کردند - که علامت «سگ» می‌تواند به هر سگی، «گل» به هر گل و «کفش» به هر کفشی اشاره کند.»

### ترکیبی از علائم
واشو و جفت‌هایش توانستند صدها نشانه‌ای را که آموخته بودند در ترکیب‌های بدیع (که هرگز به آنها آموزش داده نشده بود، بلکه خودشان ساخته بودند) با معانی متفاوت ترکیب کنند. به‌عنوان مثال، زمانی که موجا جفت واشو کلمه «قمقمه» را نمی‌دانست، از آن به‌عنوان «نوشیدنی فنجان فلزی» یاد کرد. بااین‌حال، اینکه آیا ترکیبات واشو یک زبان ابداع شده واقعی را تشکیل می‌دهند یا خیر، بحث‌برانگیز است، همان‌طور که هربرت اس. ترس با این نتیجه‌گیری ادعا کرد که ترکیبات ظاهری نشانه برای یک مورد واحد نیستند، بلکه سه نشانه جداگانه هستند. با در نظر گرفتن مثال قمقمه، به‌جای آن که نوشیدنی فنجان فلزی ترکیبی به معنای قمقمه باشد، ممکن است واشو نشان دهد که یک جسم فلزی وجود دارد، یکی به شکل فنجان و می‌توان از آن نوشید.

## خودآگاهی و احساس
کًت، یکی از مراقبان واشو باردار بود و پس از سقط جنین هفته‌ها از کارش با شامپازه‌ها غایب بود. راجر فوتس دراین‌باره وضعیت زیر را بازگو می‌کند:
او با افرادی که باید در کنار او باشند و نیستند، اغلب برخورد سردی دارد – روشی که او برای اطلاع دادن به آنها مبنی‌بر اعلام ناراحتی‌اش از آنها نشان می‌دهد. واشو دقیقاً به همین شکل با کت (سرایدار) احوالپرسی کرد که سرانجام به سر کار بازگشته بود. کت از واشو عذرخواهی کرد، سپس تصمیم گرفت حقیقت را به او بگوید و با علامت «فرزند من درگذشته» به او دلیل نبودنش را گفت. واشو به او خیره شد، سپس به پایین نگاه کرد. او در نهایت دوباره به چشمان کت نگاه کرد و با دقت علامت «گریه» را نشان داد، گونه‌اش را لمس کرد و انگشتش را در مسیری که اشک روی انسان ایجاد می‌کند کشید (شامپانزه‌ها اشک نمی‌ریزند). کت بعداً خاطرنشان کرد که آن یک نشانه بیشتر از تمام جملات طولانی‌تر و از نظر دستور زبانی کامل به او دربارهٔ واشو و توانایی‌های ذهنی‌اش می‌گوید.— راجر فوتس، 
خود واشو نیز دو فرزندش را از دست داد. یکی از بچه‌هایش مدت کوتاهی پس از تولد به‌دلیل نقص قلبی درگذشت. نوزاد دیگرش، سکویا، در دو ماهگی بر اثر عفونت استافیلوکوک درگذشت.
وقتی به واشو تصویری از خودش در آینه نشان داده شد و از او پرسیدند که چه می‌بیند، او پاسخ داد: «من، واشو.» کارشناس نخستی‌ها، جین گودال، که دهه‌ها با شامپانزه‌ها زندگی و روی آنها مطالعه کرده است، معتقد است که این ممکن است نشان‌دهنده سطحی از خودآگاهی باشد. به نظر می‌رسید که واشو زمانی که برای اولین بار با شامپانزه‌های دیگر آشنا شد، دچار بحران هویت شده و از اینکه فهمید او تنها شامپانزه نیست، شوکه شد. او به‌تدریج از معاشرت با شامپانزه‌های دیگر لذت برد.
واشو از بازی کردن با عروسک‌هایش لذت می‌برد، عروسک‌هایش را حمام می‌کرد و با آنها صحبت می‌کرد و سناریوهای خیالی را اجرا می‌کرد. او همچنین زمانی را صرف مسواک زدن، نقاشی کردن و مهمانی‌های چای می‌کرد.
وقتی دانشجویان جدید با واشو کار می‌کردند، او سرعت نشان دادن علامت‌های خود را برای استفاده‌کنندگان تازه‌کار زبان اشاره کاهش می‌داد، که تأثیری فروتنانه بر بسیاری از آنها داشت.

## نقل‌قول‌ها
(در این بخش نقل‌قول‌های دوتایی توسط واشو نشان داده شده است، تک نفره توسط شخص دیگری)
- «پیکابو (قایم باشک) من می‌روم»[۳۳]
- «بچه (عروسک) در نوشیدنی‌ام (فنجان)» (وقتی عروسک در فنجان او قرار می‌گیرد)[۳۳]
- «زمان خوردن؟» و «شما من وقت غذا خوردن؟»[۳۳]
- پرسید: چه کسی می‌آید؟ پاسخ داد «خانم جی» (درست).[۳۳]
- «تو، من بیرون رفتن» «خب اما لباس اول» (واشو ژاکت می‌پوشد)[۳۳]
- «خب، برو»، «کجا برو»، «تو من پیکابو»[۳۳]
- «آنچه» «کفش» «آن کفش کیست» «مال تو» «چه رنگی» «مشکی»[۳۳]

## اواخر زندگی و مرگ

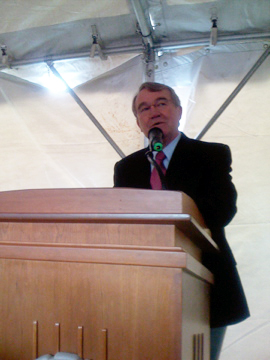
راجر فوتس درحال سخنرانی در ستایش واشو

واشو در سال ۱۹۸۰ به دانشگاه واشینگتن مرکزی منتقل شد. در ۳۰ اکتبر ۲۰۰۷، مقامات مؤسسه ارتباطات انسانی و شامپانزه‌ها اعلام کردند که او در سن ۴۲ سالگی درگذشت.

## تأثیر بر اخلاق زیستی
برخی بر این باورند این واقعیت که واشو نه‌تنها ارتباط برقرار می‌کرد، بلکه روابط نزدیک و شخصی با انسان‌ها داشت، نشان می‌دهد که او از نظر عاطفی حساس بود و شایسته موقعیت اخلاقی بود.
کار با واشو و دیگر نخستی‌های استفاده‌کنندگان زبان اشاره، انگیزه ایجاد پروژه بزرگ میمون است، که امیدوار است با اعطای حمایت‌های اخلاقی و قانونی اولیه که فقط انسان‌ها از آن برخوردارند، میمون‌های بزرگ غیرانسانی: شامپانزه‌ها، اورانگوتان‌ها و گوریل‌ها را در جامعه‌ای همسان شامل شود. تا آنها را در رده اخلاقی «افراد» قرار دهیم تا مالکیت خصوصی.

## پروژه‌های مربوط به زبان جانوران
انتشار آزمایش‌های واشو موجب به ایجاد سؤالاتی درمورد ریشه‌های بیولوژیکی زبان مطرح شد، این اتفاق باعث احیای مطالعات علمی زبان اشاره شد. این اتفاق شامل آزمایش‌های اضافی بود که سعی در آموزش زبان میمون‌های بزرگ در محیطی کنترل‌شده‌تر داشت.
پروژه نیم هربرت ترس و توماس بور در تلاش برای تکرار نتایج پروژه واشو شکست خورد. درحالی که نیم برای استفاده از ۱۲۵ علامت زبان اشاره آمریکایی با موفقیت آموزش دیده بود، ترس و همکارانش به این نتیجه رسیدند که شامپانزه هیچ رفتار متوالی معناداری که با دستور زبان انسان‌ها رقابت کند از خود نشان نداد. استفاده نیم از زبان صرفاً به‌عنوان وسیله‌ای برای حاصل شدن نتیجه بود، برخلاف استفاده مشابه یک کودک انسانی از زبان، که می‌تواند برای تولید یا بیان معانی، افکار یا ایده‌ها باشد، استفاده نیم کاملاً عمل‌گرایانه بود. چیزی وجود نداشت که نیم را بتوان به همان اندازه با استفاده از اصول شرطی‌سازی عامل به کبوتر آموزش داد؛ بنابراین، ترس، بور و دیگر محققان ادعاهای مطرح شده از طرف پروژه واشو را زیر سؤال بردند و استدلال کردند که نتایج ظاهراً چشمگیر پروژه واشو ممکن است چیزی بیشتر از یک اثر «هانس باهوش» نباشد، نه اینکه به یک رویکرد تجربی نسبتاً غیررسمی اشاره کنیم.
منتقدان مطالعات زبان‌شناختی نخستی‌ها عبارت‌اند از: توماس سیبیوک، نشانه‌شناس آمریکایی و محقق سیستم‌های ارتباطی غیرانسانی، که نوشت:
به نظر من، آزمایش‌های زبانی ادعایی با میمون‌ها به سه گروه تقسیم می‌شوند: یک، تقلب آشکار. دو، خودفریبی. سه، آنهایی که توسط ترس انجام می‌شود. بزرگ‌ترین گروه با اختلاف گروه دوم است.— توماس سیبیوک، 
سیبیوک همچنین مقایسه‌های دقیقی از واشو با هانس باهوش انجام داد. برخی از روانشناسان تکاملی که در واقع با نوآم چامسکی موافق هستند، استدلال می‌کنند که عدم امکان آشکار آموزش زبان به حیوانات نشان می‌دهد که توانایی استفاده از زبان یک رشد فطری انسان است.
مدافعان واشو موافق بی‌اعتباری این تحقیق نبودند، و شکست نیم چامسکی و پروژه‌های دیگر را به تدریس ضعیف، و به‌طور مداوم منزوی شدن نیم در یک محیط آزمایشگاهی استریل، و اغلب در قفس برای تمام عمر نسبت می‌دهند. نیم بیشتر یادگیری خود را در یک اتاق آزمایشگاهی سفید رنگ هشت فوت در هشت فوت (با یکی از دیوارها حاوی یک آینه یک طرفه) انجام داد، جایی که اغلب برای استفاده از علائم بدون حضور مرجع آموزش دیده بود. نیم که در این محیط زندگی می‌کرد، سطح یکسانی از تربیت، محبت و تجربه زندگی را دریافت نکرده بود و بسیاری معتقدند که این امر باعث اختلال در رشد شناختی او می‌شود، همان‌طور که در مورد کودکان انسانی که در معرض چنین محیطی هستند اتفاق می‌افتد.
سایر پروژه‌های تحقیقاتی بزرگ زبان میمون‌ها، مانند گوریل کوکو، انتقادات مشابهی را به پروژه واشو درمورد تفسیر انتخابی استفاده از زبان اشاره توسط میمون‌ها و عدم عینیت دریافت کرده‌اند.